# Véronique Mang
Véronique Mang (ur. 15 grudnia 1984 w Duali w Kamerunie) – francuska lekkoatletka specjalizująca się w biegach sprinterskich, do 2002 roku reprezentantka Kamerunu. Dwukrotna olimpijka (2004, 2012), w tym brązowa medalistka olimpijska z Aten (2004) w sztafecie 4 × 100 metrów. 

## Finały olimpijskie
- 2004 – Ateny – sztafeta 4 × 100 m – brązowy medal

## Inne osiągnięcia
- 2003 – Tampere, mistrzostwa Europy juniorów – srebrny medal w biegu na 100 m
- 2005 – Almeria, igrzyska śródziemnomorskie – złote medale w biegu na 100 m i sztafecie 4 × 100 metrów
- 2010 – Bergen, superliga drużynowych mistrzostw Europy – 1. miejsce w biegu na 100 m
- 2010 – Barcelona, mistrzostwa Europy – srebrny medal w biegu na 100 m
- 2010 – Barcelona, mistrzostwa Europy – srebrny medal w sztafecie 4 × 100 m
- 2011 – Sztokholm, superliga drużynowych mistrzostw Europy – 1. miejsce w biegu na 100 m
- wielokrotna medalistka mistrzostw Francji

## Rekordy życiowe
- bieg na 100 metrów – 11,11 – Barcelona 29/07/2010 i Albi 29/07/2011
- bieg na 200 metrów – 22,92 – Genewa 12/06/2004
- bieg na 50 metrów (hala) – 6,24 – Liévin 05/03/2010
- bieg na 60 metrów (hala) – 7,19 – Metz 25/02/2011